# Палаевско-Урледимское сельское поселение
Палаевско-Урледимское се́льское поселе́ние — муниципальное образование в Рузаевском районе Мордовии Российской Федерации.
Административный центр — село Палаевка.

## История
Статус и границы сельского поселения установлены Законом Республики Мордовия от 7 февраля 2005 года № 14-З «Об установлении границ муниципальных образований Рузаевского муниципального района, Рузаевского муниципального района и наделении их статусом сельского поселения, городского поселения и муниципального района».
Законом Республики Мордовия от 17 мая 2018 года N 47-З Верхнеурледимское сельское поселение и сельсовет были упразднены, а входившие в них населённые пункты (сёла Верхний Урледим, Нижний Урледим и Яковщина) были включены в состав Палаевского сельского поселения и сельсовета, сельское поселение переименовано в Палаевско-Урледимское.

## Население
| 2002 | 2010 | 2012 | 2013 | 2014 | 2015 | 2016 |
| ---- | ---- | ---- | ---- | ---- | ---- | ---- |
| 526  | ↘490 | ↗491 | ↘468 | ↗483 | ↘471 | ↗473 |
| 2017 | 2018 | 2019 | 2020 | 2021 |      |      |
| ↘465 | ↘453 | ↘442 | ↗601 | ↘550 |      |      |

## Состав сельского поселения
| № | Населённый пункт | Тип населённого пункта | Население |
| - | ---------------- | ---------------------- | --------- |
| 1 | Верхний Урледим  | село                   | ↘86       |
| 2 | Нижний Урледим   | село                   | ↘10       |
| 3 | Озерки           | деревня                | ↘28       |
| 4 | Палаевка         | село                   | ↘462      |
| 5 | Яковщина         | село                   | ↘84       |